# Samuel B. J. Oshoffa
Samuel Bilehou Joseph Oshoffa (parfois orthographié Oschoffa, 18 mai 1909 - 10 septembre 1985), est un religieux chrétien, fondateur en 1947 de l'Église du Christianisme Céleste. Né au Bénin (Dahomey) le 18 mai 1909, il meurt  le 10 Septembre 1985 au Nigeria.

## Biographie

### Jeunesse et famille
Samuel Oshoffa (ou Oschoffa) naît le 18 mai 1909 à Porto-Novo, alors colonie française du Dahomey (actuel Bénin). Son père est charpentier. Sa famille est de Dassa Tré en République du Bénin, elle  appartient à l'ethnie des Yorubas. Son père, musulman, s'était converti au méthodisme tandis que sa mère rejetait le christianisme.

### Fondation de l'Église du Christianisme Céleste
En 1947, Samuel Oshoffa travaille dans le commerce de l'ébène. Selon ses explications, c'est alors que, perdu en forêt pendant près de trois mois, il aurait reçu pour instruction de fonder une nouvelle Église. À son retour, il aurait acquis les dons de prophétie et de guérison.

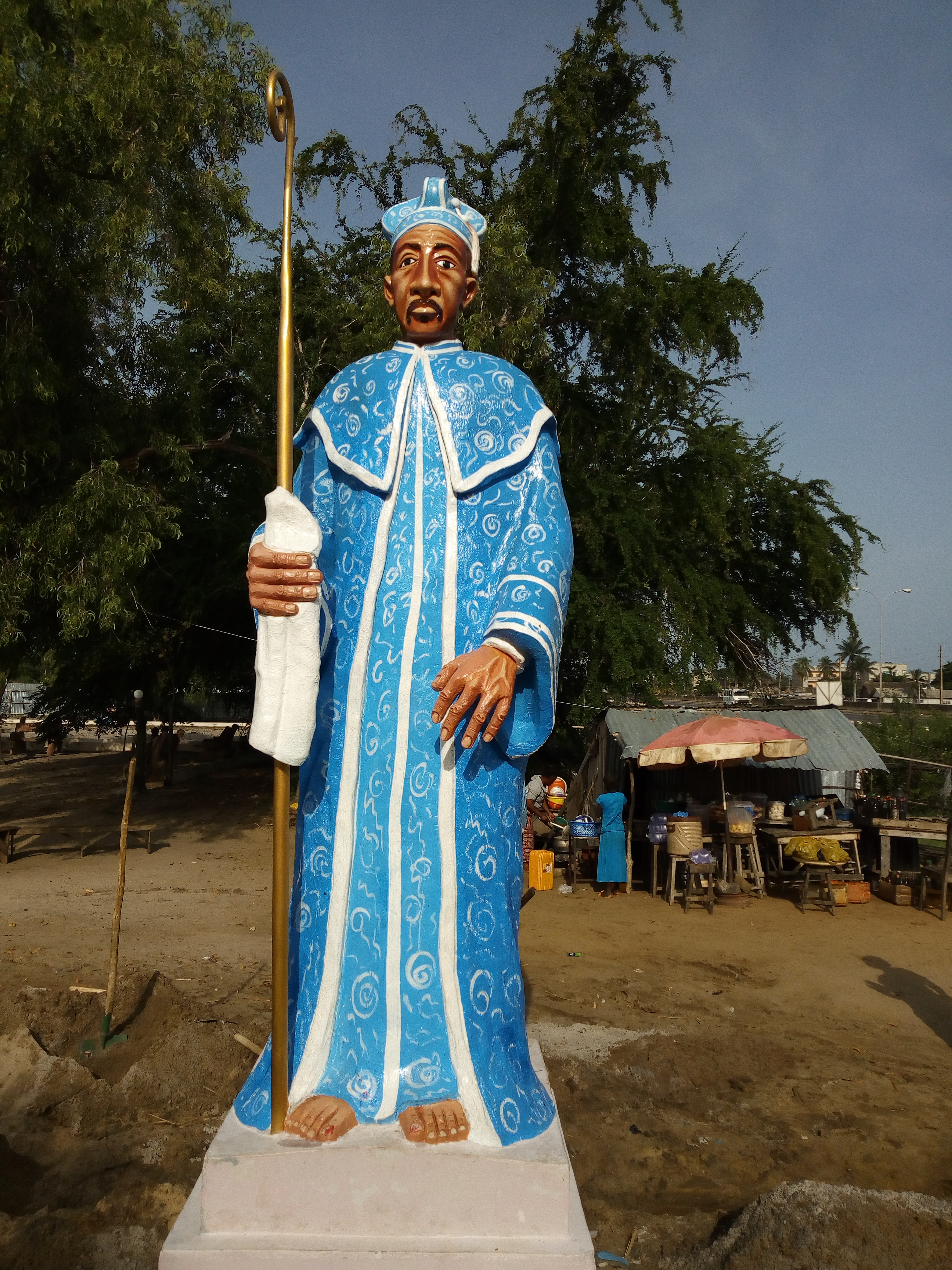
Statue du prophète OSHOFFA érigé à Sème Podji

Les écrits fondateurs de l'église veulent qu'il ait ressuscité son neveu, faisant de sa sœur Elizabeth la première membre de son culte[réf. nécessaire].  En 1951, Oshoffa part au Nigéria, se disant poussé par une inspiration divine. Ceci lui permet également de fuir les autorités coloniales à sa recherche.
À la fin du XXe siècle, l'Église du Christianisme Céleste rassemble environ un million d'adorateurs, dont 400 000 au Bénin,.

### Mort et postérité
Le 1er septembre 1985, Samuel B. J. Oshoffa est victime d'un accident de voiture dans lequel deux de ses proches collaborateurs décèdent. Il succombe lui-même 10 jours après l'accident, le 10 septembre 1985.
Sa succession pose des problèmes internes au sein de l'Église du Christianisme Céleste. À sa mort, il aurait eu 14 épouses et 54 enfants.
En 2009, son centième anniversaire fut célébré au Bénin par un festival musical.